# Our Hospitality
Our Hospitality (bra: Nossa Hospitalidade; prt: A Lei da Hospitalidade) é um filme mudo de comédia americano de 1923, dirigido por Buster Keaton e John G. Blystone. Estrelado por Keaton, Joe Roberts e Natalie Talmadge e distribuído pela Metro Pictures Corporation, ele usa pastelão e comédia situacional para contar a história de Willie McKay, pego no meio da infame rivalidade "Canfield-McKay", uma óbvia sátira do real da rivalidade Hatfield-McCoy.

## Elenco
- Buster Keaton - Willie McKay
- Joe Roberts - Joseph Canfield
- Natalie Talmadge - Virginia Canfield
- Ralph Bushman - Clayton Canfield
- Craig Ward - Lee Canfield
- Monte Collins - The Parson
- Joe Keaton - The Engineer
- Kitty Bradbury - Aunt Mary
- Buster Keaton Jr. - Willie McKay (bebê)

## Recepção
A revista Trains classificou Our Hospitality em 61º lugar em sua lista dos 100 melhores filmes de trem.